# 鹿児島県立加世田高等学校
鹿児島県立加世田高等学校（かごしまけんりつ かせだこうとうがっこう）は、鹿児島県南さつま市加世田川畑にある普通科の県立高等学校。2011年度より南薩学区。

## 沿革
略歴
- 1912年に加世田村立女子技芸学校として開校し、その後高等女学校となる。戦後の学制改革により新制高等学校として発足。2012年に創立100周年を迎えた。

年表
- 1912年6月 - 加世田村立女子技芸学校として開校。
- 1914年4月 - 加世田村立実科高等女学校と改称し開校。
- 1918年4月 - 川辺郡立実科高等女学校と改称し開校。
- 1920年3月 - 鹿児島県成淑高等女学校と改称許可。
- 1923年3月 - 鹿児島県に移管、鹿児島県立加世田高等女学校と改称。
- 1948年4月 - 学制改革により鹿児島県立加世田高等学校として発足。本部を加世田高等学校内におき、旧加世田高等女学校を第2部、旧加世田農学校を第1部と称す。第2部に加世田町立の定時制家庭科を併置、第1部に同定時制農業本科、建築科及び女子農業別科を併置。
- 1949年 - 部制廃止、鹿児島県立加世田高等女学校並びに併設中学校閉校。第1部は定時制と共に加世田農業高等学校（現:鹿児島県立加世田常潤高等学校）として独立。鹿児島県加世田高等学校と改称。
- 1950年 - 校歌制定。
- 1956年 - 鹿児島県立加世田高等学校と改称。
- 1975年 - 校訓制定。
- 1983年7月 - 新校舎（現在地）に移転。
- 1984年 - シンボルツリー「あふちの木」を旧校地から新校地へ移植。
- 1991年 - 研究紀要『あふち』創刊
- 2006年 - 鹿児島県立笠沙高等学校の閉校に伴う事務引継校となる
- 2014年 - 鹿児島県進学指導重点支援校に指定。

## 象徴
- 校訓
  - 「自主独立」「協力奉仕」「不撓不屈」
- 校歌
  - 作詞は坂口利雄（代表作「鹿児島県民の歌」）、作曲は岡本敏明。四部合唱で、3番まである。
  - 校歌の他に、3年生が卒業式で歌う「いざはばたかん」という卒業の歌がある。
- シンボルツリー
  - 「あふちの木」

## 学校行事
- 文化祭
  - 例年クラス発表は、3年生が劇、2年生がバザー等の催し物、1年生が展示となっている。
  - クラス発表だけでなく、文化系部活動や一部委員会も参加する。
- 体育祭
  - 学年対抗。3年生が仮装行列を行うのが恒例となっている。
- 遠行
  - 鍛錬行事。現在は約12kmとなっている。
- クラスマッチ
  - 年2回。1学期は全学年のクラス、3学期は1・2学年のクラスが参加。
- 修学旅行（2年生）
- おうちの日
  - 年に数回ある奉仕作業の日。名称はシンボルツリーの「あふち（おうち）の木」にちなむ。
- 一日遠足
- 芸術鑑賞会
- 文化講演会
- 大学出張講義
- 校内読書会

## 部活動
一覧
2025年度（令和7年度）現在
- 文化系 
書道部、美術部、放送部、吹奏楽部、茶道部、文芸部
- 体育系 
野球部、サッカー部、剣道部、バスケットボール部、女子バレーボール部、卓球部、テニス部、弓道部、水泳部、バドミントン部、ダンスプロジェクト同好会

## 著名な出身者
政治・行政
- 大藏律子 - 平塚市長

実業・経済
- 上釜健宏 - TDK社長・会長
- 久保哲也 - SMBC日興証券社長・会長・顧問
- 田頭愼一 - 前畑造船社長・会長、学校法人長崎総合科学大学理事長

報道・マスコミ
- 中村朋美 - アナウンサー（鹿児島テレビ放送、フリー）

学術・研究
- 折田悦郎 - 歴史学者（日本近代大学史）、九州大学名誉教授
- 神野耕太郎 - 医学者（生理学）、東京医科歯科大学名誉教授
- 鮫島卓 - 観光学者、駒沢女子大学教授
- 髙橋聡美 - 看護学者（精神看護学）
- 六反田豊 - 歴史学者（朝鮮中世・近世史）、東京大学教授

芸術・芸能
- 林家彦いち - 落語家

スポーツ
- 久玉清人 - 社会人野球選手、コスモ石油役員